# Lista de monarcas da Pérsia
Esta é a lista de monarcas da Pérsia desde sua formação em 550 a.C com a formação da Dinastia Aquemênida até a Revolução Iraniana em 1979. 

## Dinastia Meda
| Retrato                      | Nome     | Reinado     | Título | Notas                                                                 |
| ---------------------------- | -------- | ----------- | ------ | --------------------------------------------------------------------- |

Império Medo em sua maior extensão.

|                              | Dejóces  | 727-675 a.C | Rei    | - Unificador dos Medos - Primeiro monarca registrado com título de Xá |
|                              | Fraortes | 648-625 a.C | Rei    | - Morreu em batalha contra assírios                                   |
| Dominação Cita (624-597 a.C) |          |             |        |                                                                       |
|                              | Ciaxares | 625-585 a.C | Rei    | - Consolidou o poder da Média pelo Médio Oriente                      |

Império Aquemênida em sua maior extensão.

|                              | Astíages | 585-550 a.C | Rei    | - Deposto por Ciro II da Pérsia                                       |

## Dinastia Aquemênida
| Retrato | Nome               | Reinado       | Título                                                     | Notas                                                                             |
| ------- | ------------------ | ------------- | ---------------------------------------------------------- | --------------------------------------------------------------------------------- |
|         | Aquêmenes          | c.705 a.C     | Rei                                                        | - Unificador da Dinastia Aquemênida                                               |
|         | Teispes            | c.640 a.C     | Rei                                                        |                                                                                   |
|         | Ciro I             | c.580 a.C     | Rei                                                        |                                                                                   |
|         | Cambises I         | c.550 a.C     | Rei                                                        |                                                                                   |
|         | Ciro II (o Grande) | 559-530 a.C   | Reis dos Reis Rei da Babilônia Rei do Mundo Faraó do Egito | - Consolidador do Primeiro Império Persa - Morreu em batalha contra os masságetas |
|         | Cambises II        | 530-522 a.C   | Reis dos Reis Rei da Babilônia Rei do Mundo Faraó do Egito | - Morreu em batalha após uma rebelião - Aclamado Faraó do Egito.                  |
|         | Esmérdis           | 522 a.C       | Reis dos Reis Rei da Babilônia Rei do Mundo Faraó do Egito | - Morto antes de ser aclamado rei após um complô.                                 |
|         | Dario I (o Grande) | 522 - 486 a.C | Reis dos Reis Rei da Babilônia Rei do Mundo Faraó do Egito |                                                                                   |
|         | Xerxes I           | 486 - 465 a.C | Reis dos Reis Rei da Babilônia Rei do Mundo Faraó do Egito |                                                                                   |
|         | Artaxerxes I       | 465 - 424 a.C | Reis dos Reis Rei da Babilônia Rei do Mundo Faraó do Egito |                                                                                   |
|         | Xerxes II          | 424 a.C       | Reis dos Reis Rei da Babilônia Rei do Mundo Faraó do Egito |                                                                                   |
|         | Soguediano         | 424 - 423 a.C | Reis dos Reis Rei da Babilônia Rei do Mundo Faraó do Egito |                                                                                   |
|         | Dário II           | 423 - 404 a.C | Reis dos Reis Rei da Babilônia Rei do Mundo Faraó do Egito |                                                                                   |
|         | Artaxerxes II      | 404 - 358 a.C | Rei dos Reis                                               | - Em seu reinado o Império perdeu o Egito.                                        |

Império Macedônico em sua maior extensão.

|         | Artaxerxes III     | 358 - 338 a.C | Rei dos Reis                                               | - Assassinado                                                                     |
|         | Artaxerxes IV      | 338 - 336 a.C | Rei dos Reis                                               | - Assassinado                                                                     |
|         | Dario III          | 336 - 330 a.C | Rei dos Reis                                               | - Rei rival de Alexandre Magno - Assassinado                                      |
|         | Artaxerxes V       | 330 - 329 a.C | Rei dos Reis                                               | - Morto por Alexandre Magno.                                                      |

## Dinastia Macedônica
| Retrato | Nome                     | Reinado     | Título                                             | Notas                                                                                          |
| ------- | ------------------------ | ----------- | -------------------------------------------------- | ---------------------------------------------------------------------------------------------- |
|         | Alexandre III (o Grande) | 336-323 a.C | Rei da Macedôia Faraó do Egito Rei da Ásia Basileu | - Rei da Macedônia e um dos maiores conquistadores da história - Morreu de causas misteriosas. |

Império Selêucida em sua maior extensão.

|         | Filipe III               | 323-317 a.C | Rei da Macedôia Faraó do Egito Rei da Ásia Basileu | - Assassinado por Olímpia.                                                                     |
|         | Alexandre IV             | 323-309 a.C | Rei da Macedôia Faraó do Egito Rei da Ásia Basileu | - Assassinado por Cassandro.                                                                   |
|         | Pérdicas                 | 323-321 a.C | Regente                                            |                                                                                                |
|         | Antípatro                | 321-319 a.C | Regente                                            |                                                                                                |
|         | Peliperconte             | 319-316 a.C | Regente                                            |                                                                                                |
|         | Cassandro                | 316-309 a.C | Regente                                            |                                                                                                |

## Dinastia Selêucida
| Retrato | Nome                   | Reinado     | Título  | Notas                                                                                     |
| ------- | ---------------------- | ----------- | ------- | ----------------------------------------------------------------------------------------- |
|         | Selêuco I Nícator      | 311-281 a.C | Basileu | - Ex-general de Alexandre Magno, assumiu o império após a partição do Império Macedônico. |
|         | Antíoco I Sóter        | 281-261 a.C | Basileu | - Co-governante desde 291 a.C                                                             |
|         | Antíoco II Teos        | 261-246 a.C | Basileu |                                                                                           |
|         | Selêuco II Calinico    | 246-225 a.C | Basileu |                                                                                           |
|         | Selêuco III Ceruano    | 225-223 a.C | Basileu |                                                                                           |
|         | Antíoco III (o Grande) | 223-187 a.C | Basileu |                                                                                           |
|         | Sulêuco IV Filópator   | 187-175 a.C | Basileu |                                                                                           |
|         | Antíoco IV Epifânio    | 175-187 a.C | Basileu | - Assassinado por Elymais                                                                 |
|         | Antíoco V Eupator      | 163-161 a.C | Basileu |                                                                                           |
|         | Demétrio I Sóter       | 161-150 a.C | Basileu |                                                                                           |
|         | Alexandre Balas        | 150-146 a.C | Basileu |                                                                                           |
|         | Demétrio II Nícator    | 146-139 a.C | Basileu | - Capturado pelos partos.                                                                 |
|         | Antíoco VI Dionísio    | 145-142 a.C | Basileu | - Disputado por Demétrio II                                                               |
|         | Antíoco VII Sideta     | 139-129 a.C | Basileu | - Morto em batalha contra Fraates II                                                      |

Império Parta em sua maior extensão.

## Dinastia Artaxíada
| Retrato | Nome                     | Reinado       | Título     | Notas                                                              |
| ------- | ------------------------ | ------------- | ---------- | ------------------------------------------------------------------ |
|         | Arsaces I                | 247-211 a.C   | Xá Árcases | - Fundador da Dinastia. - Assassinado por Ptolomeu Ceruano.        |
|         | Arsaces II               | 211-191 a.C   | Xá Árcases |                                                                    |
|         | Friapácio                | 191-176 a.C   | Xá Árcases |                                                                    |
|         | Fraates I                | 176-171 a.C   | Xá Árcases |                                                                    |
|         | Mitrídates I (o Grande)  | 171-138 a.C   | Xá Árcases | - Consolidador do Império no Oriente Próximo.                      |
|         | Fraates II               | 138-127 a.C   | Xá Árcases |                                                                    |
|         | Artabano I               | 127-124 a.C   | Xá Árcases |                                                                    |
|         | Mitridates II (o Grande) | 123-88 a.C    | Xá Árcases |                                                                    |
|         | Gotarzes I               | 95-90 a.C     | Xá Árcases | - Em seu reinado iniciou-se uma guerra civil.                      |
|         | Orodes I                 | c.90 - 75 a.  | Xá Árcases |                                                                    |
|         | Sanatruces I             | 77-70 a.C     | Xá Árcases |                                                                    |
|         | Fraates III              | 70-57 a.C     | Xá Árcases |                                                                    |
|         | Mitrídates IV            | 57-54 a.C     | Xá Árcases |                                                                    |
|         | Orodes II                | 57-38 a.C     | Xá Árcases |                                                                    |
|         | Fraates IV               | 38-2 a.C      | Xá Árcases |                                                                    |
|         | Musa                     | 2 a.C - 2 d.C | Xá Árcases | - Primeira monarca feminina.                                       |
|         | Fraates V                | 2-4           | Xá Árcases |                                                                    |
|         | Orodes III               | 4-6           | Xá Árcases |                                                                    |
|         | Vonones I                | 8-12          | Xá Árcases |                                                                    |
|         | Artabano II              | 10-38         | Xá Árcases |                                                                    |
|         | Vardanes I               | 35-36         | Xá Árcases |                                                                    |
|         | Gotarces II              | 40-47         | Xá Árcases |                                                                    |
|         | Vonones II               | 51            | Xá Árcases |                                                                    |
|         | Vologases I              | 51-78         | Xá Árcases |                                                                    |
|         | Vologases II             | 77-80         | Xá Árcases |                                                                    |
|         | Pároco II                | 78-105        | Xá Árcases |                                                                    |
|         | Vologases III            | 105-147       | Xá Árcases | - Usurpador.                                                       |
|         | Osroes I                 | 109-129       | Xá Árcases | - Pretendente.                                                     |
|         | Partamaspates            | 116           | Xá Árcases | - Deposto                                                          |
|         | Vologases IV             | 147-191       | Xá Árcases |                                                                    |
|         | Vologases V              | 191-208       | Xá Árcases |                                                                    |
|         | Vologases VI             | 208-228       | Xá Árcases | - Deposto pelos sassânidas. - Morto por Artaxer I.                 |
|         | Artabano IV              | 216-224       | Xá Árcases | - Rei rival de Vologases VI e Artaxer I. - Morto pelos sassânidas. |

Império Sassânida em sua maior extensão.

## Dinastia Sassânida
| Retrato          | Nome             | Reinado     | Título | Notas                                                                   |
| ---------------- | ---------------- | ----------- | ------ | ----------------------------------------------------------------------- |
|                  | Artaxer I        | 224-242     | Xá     | - Fundador da Dinastia.                                                 |
|                  | Sapor I          | 240-270     | Xá     |                                                                         |
|                  | Hormisda I       | 270-271     | Xá     |                                                                         |
|                  | Vararanes I      | 271-274     | Xá     |                                                                         |
|                  | Vararanes II     | 274-293     | Xá     |                                                                         |
|                  | Vararanes III    | 293         | Xá     | - Deposto                                                               |
|                  | Narses I         | 293-302     | Xá     |                                                                         |
|                  | Hormisda II      | 302-309     | Xá     | - Morto em um complô.                                                   |
|                  | Adanarses        | 309         | Xá     | - Morto em um complô.                                                   |
|                  | Sapor II         | 309-379     | Xá     | - Coroado ainda na gestação. - Reinado mais longo da história iraniana. |
|                  | Artaxer II       | 379-383     | Xá     |                                                                         |
|                  | Sapor III        | 383-388     | Xá     | - Morto em um complô.                                                   |
|                  | Vararanes IV     | 388-399     | Xá     |                                                                         |
|                  | Isdigerdes I     | 399-420     | Xá     | - Morto em um complô.                                                   |
|                  | Vararanes V      | 420-438     | Xá     |                                                                         |
|                  | Isdigerdes II    | 438-457     | Xá     |                                                                         |
|                  | Hormisda III     | 457-459     | Xá     | - Morto por Perozes I.                                                  |
|                  | Perozes I        | 459-484     | Xá     | - Morto em batalha.                                                     |
|                  | Balas            | 484-488     | Xá     |                                                                         |
|                  | Cavades I        | 488-496     | Xá     | - Deposto.                                                              |
|                  | Zamasfes         | 496-498     | Xá     | - Deposto.                                                              |
|                  | Cavades I        | 498-531     | Xá     |                                                                         |
|                  | Cosroes I        | 531-579     | Xá     |                                                                         |
|                  | Hormisda IV      | 579-590     | Xá     | - Morto por Bestã.                                                      |
|                  | Cosroes II       | 590         | Xá     | - Deposto.                                                              |
| Casa de Mirranes |                  |             |        |                                                                         |
|                  | Vararanes VI     | 590-591     | Xá     | - Deposto por Cosroes II.                                               |
| Casa de Sasano   |                  |             |        |                                                                         |
|                  | Cosroes II       | 591-628     | Xá     | - Morto por Midr Hormozd sob ordens de Cavades II.                      |
| Casa de Ispabudã |                  |             |        |                                                                         |
|                  | Bestã            | 591-598/600 | Xá     | - Rei rebelde. - Morto por seus aliados.                                |
| Casa de Sasano   |                  |             |        |                                                                         |
|                  | Cavades II       | 628         | Xá     |                                                                         |
|                  | Artaxer III      | 628-629     | Xá     | - Morto por Sarbaro.                                                    |
| Casa de Mirranes |                  |             |        |                                                                         |
|                  | Sarbaro          | 629         | Xá     | - Morto por Midr Hormozd sob ordens de Borana.                          |
| Casa de Sasano   |                  |             |        |                                                                         |
|                  | Cosroes III      | 630         | Xá     | - Morto alguns dias após o início do reinado.                           |
|                  | Borana           | 631-632     | Xá     | - Restauradora da Dinastia Sassânida. - Morta por Perozes Cosroes       |
|                  | Sapor V          | 630         | Xá     | - Deposto.                                                              |
|                  | Perozes II       | 630         | Xá     | - Deposto.                                                              |
|                  | Azarmiducte      | 630         | Xá     | - Deposto.                                                              |
|                  | Cosroes IV       | 632         | Xá     | - Deposto.                                                              |
| Casa de Ispabudã |                  |             |        |                                                                         |
|                  | Faruque Hormisda | 630-631     | Xá     | - Morto por Siauascis sob ordens Azarmiducte.                           |

Reino Dabuída em sua maior extensão.

| Casa de Sasano   |                  |             |        |                                                                         |
|                  | Hormisda VI      | 630-632     | Xá     | - Morto em um complô.                                                   |
|                  | Isdigerdes III   | 632-651     | Xá     | - Morto em um complô.                                                   |

## Dinastia Dabuída
Com a queda do Império Sassânida sob forças muçulmanas do Califado Ortodoxo em 651. A dinastia Dabuída permaneceu em resistência zoroastriana por algumas décadas até conquista total dos árabes. 
- Gil Gabvara (642-660)
- Dabuya (660-676)
- Farrukhan, o Grande (712-728)
- Dadhburzmihr (728-740/741)
- Farrukhan, o Pequeno (740/741-747/748)
- Khurshid (740/741-760)

## Intermédio
Alguns reinos rebeldes fixaram-se em regiões do Irã já como estados islâmicos em oposição ao Califado Abássida. 

### Dinastia Samânida
- Ahmad ibne Assad (819-1864/865)
- Nars I (864/865-892)
- Ismail Salamani (892-907)
- Ahmad Salamani (907-914)
- Nars II (914-942)
- Nuh I (942-954)
- 'Abd al-Malik I (954-961)
- Mansur I (961-976)
- Nuh II (976-996)
- Mansur II (996-999)
- 'Abd al-Malik II (999)
- Isma'il Muntasir (1000-1004)

### Dinastia Safárida
- Iacube ibne Alaite Alçafar (861-879)
- Anre ibne Alaite (879-901)
- Tair ibne Maomé ibne Anre (901-908)
- Alaite (909-910)
- Maomé ibne Ali ibne Alaite (910-911)
- Anre (912-913)
- Amade Jafar Amade ibne Maomé (923-963)
- Calafe ibne Amade (963-1003)

### Dinastia Gúrida
- Amir Suri
- Maomé ibne Suri (-1100)
- Abu Ali bin Muhammad (1011-1035)
- Abbas ibne Sith (1035-1060)
- Muhammad ibne Abbas (1060-1080)
- Quth al-Din Hassan (1080-1100)
- Izz al-Din Husayn (1100-1146)
- Saif al-Din Suri (1146-1149)
- Baha al-Din Sam I (1149)
- Ala al-Din Husayn (1149-1161)
- Sayf al-Din Muhammad (1161-1163)
- Ghiyath al-Din Muhammad (1163-1202)
- Mu'izz al-Din (1173-1206)
- Ghiyath a-Din Mahmud (1206-1212)
- Baha al-Din Sam III (1212-1213)
- Ala al-Din Atsiz (1213-1214)
- Ala al-Din Ali (1214-1215)

### Dinastia Buída
- Imade Adaulá (934-949)
- Adude Adaulá (949-983)
- Xarafe Adaulá (983-989)
- Sansã Adaulá (989-998)
- Baa Adaulá (998-1012)
- Sultão Adaulá (1012-1024)
- Abu Calijar (1024-1048)
- Abu Almançor Fulade Sutum (1048-1054)
- Abu Saíde Cusrau Xá (1051-1054)
- Abu Almançor Fulade Sutum (1054-1061)

### Dinastia deHamadã
- Runque Adaulá (935-976)
- Fucre Adaulá (976-980; 983-997)
- Muaiade Adaulá (976-983)
- Majede Adaulá (997-1029)
- Xâmece Adaulá (997-1021)
- Sama Adaulá (1021-1023)

### Dinastia deBagdá
- Muiz Adaulá (945-966)
- Ize Adaulá (966-979)
- Adude Adaulá (977-983)
- Sansã Adaulá (983-987)
- Xarafe Adaulá (987-989)
- Baa Adaulá (989-1012)
- Sultão Adaulá (1012-1021)
- Muxafir Adaulá (1021-1025)
- Jalal Adaulá (1027-1043)
- Abu Calijar (1043-1048)
- Almaleque Arraim (1048-1055)

### Dinastia Zairade

Império Seljúcida em sua maior extensão.

- Mardavije (928-934)
- Vosguemir (934-967)
- Bisotum (967-976)
- Cubus (976-1012)
- Manuchir (1012-1031)
- Anuxiravã (1031-1043)
- Queicavus
- Gilaxaxe

## Dinastia Seljúcida
Unificação dos estados turco-persas que dominou as regiões de matriz islâmicas. 
| Imagem      | Nome           | Reinado   | Título      | Notas                                                                    |
| ----------- | -------------- | --------- | ----------- | ------------------------------------------------------------------------ |
|             | Toğrül I       | 1029-1063 | Xá e Sultão |                                                                          |
|             | Alparslano     | 1063-1072 | Xá e Sultão |                                                                          |
|             | Maleque Xá I   | 1072-1092 | Xá e Sultão | - Assassinado.                                                           |
|             | Mamude I       | 1092-1094 | Xá e Sultão |                                                                          |
|             | Berquiaruque   | 1093-1105 | Xá e Sultão |                                                                          |
|             | Maomé I Tapar  | 1105-1118 | Xá e Sultão |                                                                          |
|             | Mamude II      | 1118-1131 | Xá e Sultão | - Morto por seu tio Sanjar em um complô.                                 |
|             | Toğrül II      | 1132-1134 | Xá e Sultão | - Governou apenas na região do Iraque. - Morto por seu tio Sanjar.       |
|             | Amade Sanjar   | 1097-1157 | Xá e Sultão | - Governou a região de Coração, apenas.                                  |
|             | Masude         | 1134-1152 | Xá e Sultão | - Governou a porção oriental do Império, apenas.                         |
|             | Maleque Xá II  | 1152-1153 | Xá e Sultão | - Reunificou o Império, mas foi morto dias depois.                       |
|             | Maomé II       | 1153-1160 | Xá e Sultão | - Morto em complô orquestrado por Suleimani Xá.                          |
|             | Suleimani Xá   | 1160-1161 | Xá e Sultão | - Em disputa com Maomé II entre 1153 e 1155.                             |
|             | Arslano        | 1161-1176 | Xá e Sultão |                                                                          |
|             | Toğrül III     | 1176-1194 | Xá e Sultão | - Deposto e assassinado.                                                 |
|             | Sanjar I       | 1189-1191 | Xá e Sultão | - Deposto e assassinado.                                                 |
| Eldiguzidas |                |           |             |                                                                          |
|             | Quizil Arslano | 1191      | Sultão      | - Chegou a ser sucedido como Sultão, mas morreu horas antes da coroação. |

Império Corásmio em sua maior extensão.

## Dinastia Corásmia
Domínio do povo da Corásmia da Ásia Central sob a Pérsia. Foram dominados pelos mongóis pouco tempo depois. 
| Retrato | Nome                  | Reinado   | Título | Notas                                                                                |
| ------- | --------------------- | --------- | ------ | ------------------------------------------------------------------------------------ |
|         | Atsiz                 | 1153-1156 | Sultão | - Governador da Corásmia desde 1127.                                                 |
|         | Ilarslano             | 1156-1172 | Sultão |                                                                                      |
|         | Alá al-Din Tequiche   | 1172-1200 | Sultão | - Em oposição a Sultão Xá.                                                           |
|         | Maomé II              | 1200-1220 | Xá     | - Morto por mongóis.                                                                 |
|         | Jalaladim Mingueburnu | 1220-1231 | Sultão | - Reina em estado de guerra contra os mongóis. - Morreu assassinado pelos invasores. |

## Canatos sucessores

### Ilcanato
- Hulagu (1256-1265)
- Abaqa (1265-1282)
- Tekuder (1282-1284)
- Arghun (1284-1291)
- Gaykhatu (1291-1295)
- Baydu (1295)
- Ghazan I (1295-1304)
- Öljaitü (1304-1316)
- Ala 'ad-Din Bahadur (1316-1335)
- Mu'izz ad-Din Mahmud (1335-1336)
- Musa (1336-1337)
- Togha Temür (1335-1353)
- Muhammad (1336-1338)
- Sati beg (1338-1339)
- Jahan Temür (1339-1340)
- Suleiman (1340-1345)
- Anushrwan (1344-1356)
- Luqman (1356-1388)
- Ghazan II (1356-1357)

### Sarbadaros
- Abd al-Razzaq ibn Fazlullah (1337-1338)
- Wajih ad-Din Mas'ud (1338-1344)
- Muhammad Aytimur (1344-1346)
- Kulu Isfendyar (1346-1347)
- Shams al-Din ibn Fazl Allah (1347)
- Khwala Shams al-Din 'Ali (1347-1351/1352)
- Yahya Karawa (1351/1352-1355/1356)
- Zahir al-Din Karawa (1355/1356)
- Haidar Qassab (1355/1356)
- Luft Allah (1356/1357-1358/1361)
- Hasan al-Damghani (1358/1361-1361/1362)
- Khwaja 'Ali-yi Mu'ayyad ibn Masud (1361/1362 - 1376/1377 e 1376/1377 - 1381)
- Rukn ad-Din (1376/1377)

### Chupânidas
- Haçane Cuchaque (1338-1343)
- Iagui Basti (1343-1344)
- Surgã (1344-1345)
- Malefe Axerafe (1343-1347)
- Temurtas (1360)

### Jalaírida
- Haçane Buzurgue (r. 1336–1356)
- Avais I (r. 1356–1374)
- Xeique Haçane Jalair (r. 1374)
- Huceine (r. 1374–1382)
- Baiazide (r. 1382–1383)
- Amade (r. 1383–1410)
- Ualade (r. 1410–1411)
- Mamude (sob tutela de Tandu Catum) (r. 1411–1415)
- Uvais II (r. 1415–1421)
- Maomé (r. 1421–1422)
- Mamude (r. 1422–1424)
- Huceine (r. 1424–1432)

### Injuidas
- Sharaf ad-Din Mahmud Shah (1304-1335)
- Ghiyath al-Din Kai-Khursan (1335-1338/1339)
- Jalal al-Din Mas'ud Shah (1338-1342)
- Shams ad-Din Muhammad (1339/1340)
- Shreikh Abu Ishaq (1343-1347)

### Muzafaridas
- Mubariz al-Din Muhammad (1314-1358)
- Shah Shujah (1358-1384)
- Zain al-Abdin (1384-1387)
- Jahan Shah (1387-1391)
- Shah Mansur (1391-1393)

### Kara Koyunlu
- Quara Muhammad (1378-1388)
- Abu Nars Quara (1388-1420)
- Quara Iskander (1420-1436)
- Muzaffar al-Din (1438-1467)
- Hasan Ali ibne Jahan Shah (1467-1468)

### Aq Koyunlu

Império Timúrida em sua maior extensão.

- Quara Yuluk (1378-1435)
- Nurs al-Din Ali (1435-1438)
- Hamza (1403-1435)
- Uzun Hassan (1444-1453)
- Khalil (1453-1478)
- Yuqub (1378-1379)
- Baysongur (1379-1490)
- Rostam (1491-1497)
- Ahmad Govde (1497)

## Dinastia Timúrida
| Retrato                    | Nome                     | Reinado   | Título        | Notas                                             |
| -------------------------- | ------------------------ | --------- | ------------- | ------------------------------------------------- |
|                            | Tamerlão                 | 1370-1405 | Emir e Sultão | - Conquistador turquico da Pérsia.                |
|                            | Pir Maomé                | 1405-1407 | Emir          |                                                   |
|                            | Khalil Sultão            | 1405-1409 | Emir e Sultão |                                                   |
|                            | Xaruque Mirza            | 1405-1447 | Emir e Sultão |                                                   |
|                            | Ulugue Begue             | 1447-1449 | Emir e Sultão | - Deposto e assassinado.                          |
| Governantes de Transoxiana |                          |           |               |                                                   |
|                            | Abdel-Lafit Mirza        | 1449-1450 | Mirza         | - Assassinado.                                    |
|                            | Abedalá Mirza            | 1450-1451 | Mirza         | - Deposto e executado por Abdul said Mirza.       |
|                            | Abdul Said Mirza         | 1451-1469 | Mirza         | - Morto após a conquista dos rebeldes de Coração. |

Império Safávida em sua máxima expansão.

| Governantes de Coração     |                          |           |               |                                                   |
|                            | Abdul Cassim Babur Mirza | 1449-1457 | Mirza         |                                                   |
|                            | Xá Mamude                | 1457      | Mirza         | - Deposto.                                        |
|                            | Ibraim                   | 1457-1459 | Mirza         | - Morto na Batalha de Sarakhs.                    |
| Interregno (1459-1469)     |                          |           |               |                                                   |
|                            | Huçeine Baicara          | 1469-1506 | Mirza         |                                                   |
|                            | Badi Alzamã Miraza       | 1506-1507 | Mirza         | - Deposto pelos Usbeques.                         |
| Governantes Usbeques       |                          |           |               |                                                   |
|                            | Maomé Xaibani            | 1507-1510 | Cã            | - Morto na Batalha de Marv.                       |

## Dinastia Safávida
| Retrato              | Nome            | Reinado                | Reinado                | Título | Notas                                                               |
| -------------------- | --------------- | ---------------------- | ---------------------- | ------ | ------------------------------------------------------------------- |
|                      | Ismail I        | 7 de novembro de 1502  | 23 de maio de 1524     | Xá     | - Reunificador do Irã Moderno.                                      |
|                      | Tamaspe I       | 23 de maio de 1524     | 25 de maio de 1576     | Xá     |                                                                     |
|                      | Ismail II       | 25 de maio de 1576     | 24 de novembro de 1577 | Xá     | - Morto envenenado.                                                 |
|                      | Maomé Codabamda | 25 de maio de 1576     | 1 de outubro de 1587   | Xá     | - Deposto.                                                          |
|                      | Abás I          | 1 de outubro de 1587   | 19 de janeiro de 1629  | Xá     |                                                                     |
|                      | Safi            | 19 de janeiro de 1629  | 12 de maio de 1642     | Xá     |                                                                     |
|                      | Abás II         | 12 de maio de 1642     | 26 de outubro de 1666  | Xá     |                                                                     |
|                      | Solimão I       | 26 de outubro de 1666  | 29 de julho de 1694    | Xá     |                                                                     |
|                      | Huçeine         | 29 de julho de 1694    | 11 de setembro de 1722 | Xá     | - Deposto após invasão do Império Hotaqui.                          |
| Ocupação Afegã       |                 |                        |                        |        |                                                                     |
|                      | Mamude Hotaqui  | 23 de outubro de 1723  | 25 de abril de 1725    | Xá     | - Reconhecido como Xá da Pérsia.                                    |
|                      | Axerafe Hotaqui | 25 de abril de 1725    | 5 de outubro de 1729   | Xá     | - Reinou sob oposição a Tamaspe II. - Morreu na Batalha de Damgham. |
| Restauração Safávida |                 |                        |                        |        |                                                                     |
|                      | Tamaspe II      | 11 de setembro de 1722 | 16 de abril de 1732    | Xá     | - Reinou sob oposição a Mamude Hotaqui.                             |

Império Afexárida em sua máxima extensão.

|                      | Abás III        | 16 de abril de 1732    | 22 de janeiro de 1736  | Xá     | - Deposto por Nader Xá.                                             |

## Dinastia Afexárida

Império Zande em sua máxima expansão.

| Retrato               | Nome            | Reinado               | Reinado               | Título | Notas                                                |
| --------------------- | --------------- | --------------------- | --------------------- | ------ | ---------------------------------------------------- |
|                       | Nader Xá        | 22 de janeiro de 1736 | 19 de junho de 1747   | Xá     | - Assassinado.                                       |
|                       | Adel Xá         | 19 de junho de 1747   | 29 de julho de 1748   | Xá     | - Assassinado.                                       |
|                       | Ibrahim Afexári | 29 de julho de 1748   | 3 de setembro de 1748 | Xá     | - Assassinado.                                       |
|                       | Xaruque Xá      | 3 de setembro de 1748 | 1796                  | Xá     | - Assassinado.                                       |
| Restauração Safávida  |                 |                       |                       |        |                                                      |
|                       | Solimão II      | 1749                  | 1750                  | Xá     | - Reinou brevemente. - Assassinado.                  |
| Restauração Afexárida |                 |                       |                       |        |                                                      |
|                       | Xaruque Xá      | 1748                  | 1796                  | Xá     | - Deposto e cego. - Permaneceu sob poder de Coração. |

## Dinastia Zande

Estado Sublime da Pérsia em sua máxima extensão.

| Retrato | Nome            | Reinado                 | Reinado                 | Título | Notas          |
| ------- | --------------- | ----------------------- | ----------------------- | ------ | -------------- |
|         | Carim Cã        | 1751                    | 6 de março de 1779      | Cã     |                |
|         | Maomé Ali Cã    | 6 de março de 1779      | 19 de junho de 1779     | Cã     | - Triarquia.   |
|         | Abulfate Cã     | 6 de março de 1779      | 22 de agosto de 1779    | Cã     | - Triarquia.   |
|         | Zaqui Cã        | 6 de março de 1779      | 22 de agosto de 1779    | Cã     | - Triarquia.   |
|         | Sadique Cã      | 22 de agosto de 1779    | 14 de março de 1781     | Cã     |                |
|         | Ali Murade Cã   | 14 de março de 1781     | 11 de fevereiro de 1785 | Cã     |                |
|         | Jafar Cã        | 18 de fevereiro de 1785 | 23 de janeiro de 1789   | Cã     |                |
|         | Saíde Murade Cã | 23 de janeiro de 1789   | 10 de maio de 1789      | Cã     |                |
|         | Lotefe Ali Cã   | 23 de janeiro de 1789   | 20 de janeiro de 1794   | Cã     | - Assassinado. |

## Dinastia Cajar
| Retrato | Nome                 | Reinado               | Reinado                | Título | Notas                                           |
| ------- | -------------------- | --------------------- | ---------------------- | ------ | ----------------------------------------------- |
|         | Maomé Cã Cajar       | 20 de março de 1794   | 17 de junho de 1797    | Xá     | - Assassinado.                                  |
|         | Fate Ali Xá Cajar    | 17 de junho de 1797   | 23 de outubro de 1834  | Xá     |                                                 |
|         | Maomé Xá Cajar       | 23 de outubro de 1834 | 5 de setembro de 1848  | Xá     |                                                 |
|         | Naceradim Xá Cajar   | 5 de setembro de 1848 | 1 de maio de 1896      | Xá     | - Assassinado.                                  |
|         | Mozafaradim Xá Cajar | 1 de maio de 1896     | 3 de janeiro de 1907   | Xá     |                                                 |
|         | Maomé Ali Xá Cajar   | 3 de janeiro de 1907  | 16 de julho de 1909    | Xá     | - Reinou sob sistema constitucional. - Deposto. |

Estado Imperial do Irã em sua máxima extensão.

|         | Amade Cajar          | 16 de julho de 1909   | 15 de dezembro de 1925 | Xá     | - Deposto.                                      |

## Dinastia Pahlavi
| Retrato | Nome                  | Reinado                | Reinado                 | Título | Notas |
| ------- | --------------------- | ---------------------- | ----------------------- | ------ | --- |
|         | Reza Pahlavi          | 15 de dezembro de 1925 | 16 de setembro de 1941  | Xá     | - Proclamado rei após a deposição da Dinastia Cajar. - Abdicou após a Invasão Anglo-Soviética em 1941.                   |
|         | Mohammad Reza Pahlavi | 16 de setembro de 1941 | 11 de fevereiro de 1979 | Xá     | - Reinou constitucionalmente até 1953. - Iniciou a Revolução Industrial no país. - Deposto durante a Revolução Iraniana. |

## Referencias
1. ↑  Laming Macadam, M. F. (junho de 1939). «Book Review: La Première Domination Perse en Égypte». The Journal of Egyptian Archaeology (1): 125–126. ISSN 0307-5133. doi:10.1177/030751333902500141. Consultado em 24 de outubro de 2021